# Boucerosia
Boucerosia là một chi thực vật thuộc họ Apocynaceae.
Khu vực phân bố của chi này là miền nam châu Á, từ Ấn Độ và Sri Lanka qua Nepal tới Myanmar.

## Phân loại
Tên chi Boucerosia lần đầu tiên được Robert Wight & George Arnott Walker Arnott công bố năm 1834 trong Robert Wight, 1834. Contributions to the Botany of India. Loài điển hình của chi là Boucerosia umbellata. Năm 1990, M. G. Gilbert trong Bradleya-Yearbook of the British Cactus and Succulent Society (số 8, tr. 15) đã gộp chi này thành phân chi Caralluma subgen. Boucerosia. Chi Caralluma sau đó được Darrel Charles Herbert Plowes phân chia thành 8 chi vào năm 1995 và Boucerosia được phục hồi.

## Các loài
Bao gồm các loài:
- Boucerosia crenulata (Wall.) Wight & Arn., 1834
- Boucerosia diffusa Wight, 1850
- Boucerosia frerei (G.D.Rowley) Meve & Liede, 2002
- Boucerosia indica (Wight & Arn.) Plowes, 1995
- Boucerosia pauciflora Wight, 1837
- Boucerosia procumbens (Gravely & Mayur.) Plowes, 1995
- Boucerosia umbellata (Haw.) Wight & Arn., 1834